# Abel Lahure
Pour les articles homonymes, voir Lahure.
Abel Lahure (né le 15 avril 1808 dans l'ancien 6e arrondissement de Paris et mort le 20 avril 1874 dans le 11e arrondissement de Paris) est un architecte et auteur dramatique français.

## Biographie
On lui doit en architecture un projet d'un Monument pour l'Assemblée nationale. Vers 1824, il effectue des travaux sur la façade du Château de la Barbée.
Ses pièces ont été représentées sur les plus grandes scènes parisiennes du XIXe siècle.

## Œuvres
- 1838 : Le Vieux Paillasse, vaudeville en un acte, avec Salvador Tuffet, Théâtre de l'Ambigu-Comique, 10 mars
- 1840 : Le Pâté de Chartres, vaudeville en un acte, avec Selme Davenay, Théâtre de la Porte-Saint-Antoine, 24 octobre
- 1842 : L'Enfant de Paris, ou le Titi pur sang, chansonnette d'Abel Lahure, musique de Paul Henrion
- 1848 : À quelque chose malheur est bon, vaudeville en un acte, avec Martial Dudon, Théâtre Beaumarchais, 4 juin
- 1852 : Les Hirondelles, vaudeville en un acte, avec Jules Belamy, Théâtre des Délassements-Comiques, 13 avril
- 1855 : Nous en ferons un avocat, vaudeville en un acte, avec Eugène Roche, Théâtre des Folies-Dramatiques, 6 mars
- Les Verriers, chanson, paroles de Lahure, musique de Robert Planquette, non datée
- Je suis Française !, ode patriotique, musique de Ludovic Benza, non datée